# ۳۴۱ (قمری)
۳۴۱ (قمری)، سیصد و چهل و یکمین سال در گاهشماری هجری قمری است. اول محرم این سال برابر با سوم ژوئن سال ۹۵۲ میلادی است.

## زادگان
- ۲۷ شوال - کسایی مروزی شاعر فارسی‌گوی

## وابسته
- خلفای فاطمی